# Georg Bohlmann
Georg Bohlmann (Berlim, 23 de abril de 1869 – Berlim, 25 de abril de 1928) foi um matemático alemão, especialista em teoria das probabilidades e ciências atuariais.

## Vida
Georg Bohlmann frequentou a escola em Berlim e Leipzig, obtendo o Abitur em 1888 no Friedrich-Wilhelms-Gymnasium em Berlim. Começou a estudar matemática em Berlim, onde foi aluno de Leopold Kronecker, Lazarus Fuchs e Wilhelm Dilthey. Cada vez mais influente foram grupos de Lie centro de seu interesse. Como esta área pouco representativa em Berlim na época, foi para a Universidade de Halle-Wittenberg, onde obteve em 1892 um doutorado, orientado por Albert Wangerin, com a tese Über eine gewisse Klasse continuirlicher Gruppen und ihren Zusammenhang mit den Additionstheoremen. Trabalhou depois no Instituto Meteorológico de Berlim, onde possivelmente foi despertado seu interesse na matemática aplicada. Foi convidado por Felix Klein para ir para a Universidade de Göttingen, onde obteve em 1894 a habilitação.
Foi palestrante convidado do Congresso Internacional de Matemáticos em Roma (1908: Die Grundbegriffe der Wahrscheinlichkeitsrechnung in ihrer Anwendung auf die Lebensversicherung).

## Obras
- Lebensversicherungsmathematik, Enzyklopädie der Mathematischen Wissenschaften, 1901
- Continuierliche Gruppen von quadratischen Transformationen der Ebene, Göttinger Nachrichten, 1896, p. 44–54
- Ein Ausgleichungsproblem, Göttinger Nachrichten, 1899, p. 260–271
- Die Grundbegriffe der Wahrscheinlichkeitsrechnung in ihrer Anwendung auf die Lebensversicherung, Atti del IV Congresso internazionale dei Matematici III, Rom 1909, p. 244–278
- Anthropometrie und Lebensversicherung, Zeitschrift für die gesamte Versicherungs-Wissenschaft 14, 1914, p. 743–786